# Hallelujah (canción de Panic! at the Disco)
«Hallelujah» —en español: Aleluya—, es un sencillo de la banda estadounidense Panic! at the Disco, perteneciente a su álbum Death of a Bachelor. Fue lanzado el 19 de abril de 2015 a través Fueled by Ramen, como el primer sencillo del álbum. Hallelujah debutó en el puesto número 40 del Billboard Hot 100, y vendió más de 71.000 copias, convirtiéndose así en el segundo sencillo más popular y exitoso de la banda desde I Write Sins Not Tragedies, lanzado en 2006. El sencillo ha sido descargado digitalmente más de 2,2 millones de veces. 

## Antecedentes

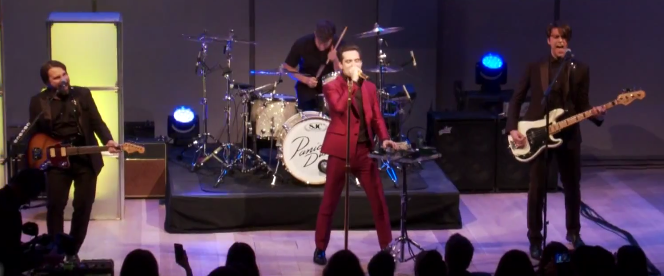
Panic! at the Disco interpretando "Hallelujah", en los Shorty Awards de 2015.

Cuando se le preguntó sobre el significado de la canción, el vocalista Brendon Urie respondió que «Crecí en una familia religiosa, [la religión] fue una parte muy grande de mi vida, y todavía lo es en gran medida, a pesar de que no estoy afiliado con ninguna religión específica». Más tarde, Urie añadió «Siempre y cuando uno asuma la responsabilidad de sus acciones, todo lo demás parece que puede caer en su lugar si se tiene la misma actitud, eso era exactamente lo que era, una especie de juego».
Esta es la primera canción de la banda desde la partida del baterista Spencer Smith, y fue interpretada en vivo por primera vez en la 7ª edición de los Shorty Awards, el 20 de abril de 2015. En los Shorty Awards, la banda también interpretó el sencillo "Miss Jackson". La banda también interpretó el sencillo en los Alternative Press Music Awards de 2015 junto con una versión de Bohemian Rhapsody de Queen.

## Video musical
El video comienza con Brendon Urie y una mujer misteriosa en un vestido gris, en lo que parece ser un lugar cavernoso. Los caminos y pasadizos cambian de lugar a medida que la mujer los cruza, y esta anima a Urie a seguirla, a pesar de que este vacila en numerosas ocasiones. Finalmente, llega a lo que parece ser un precipicio sin manera de cruzar al otro lado. La mujer le sigue animando para que avance, y Urie, sin mucha seguridad, salta al vacío. Sin embargo, para su gran sorpresa, descubre que en realidad había un puente, sólo que no podía ser visto desde su perspectiva. 
El video fue lanzando el 7 de julio de 2015, y está inspirado en el juego Monument Valley.

## Posicionamiento en listas
| Lista (2015)                         | Posición |
| ------------------------------------ | -------- |
| Canadá (Canadian Hot 100)            | 72       |
| Reino Unido (UK Singles Chart)       | 81       |
| Estados Unidos (Billboard Hot 100)   | 40       |
| Estados Unidos (Alternative Airplay) | 11       |